# Antonio Puglieschi

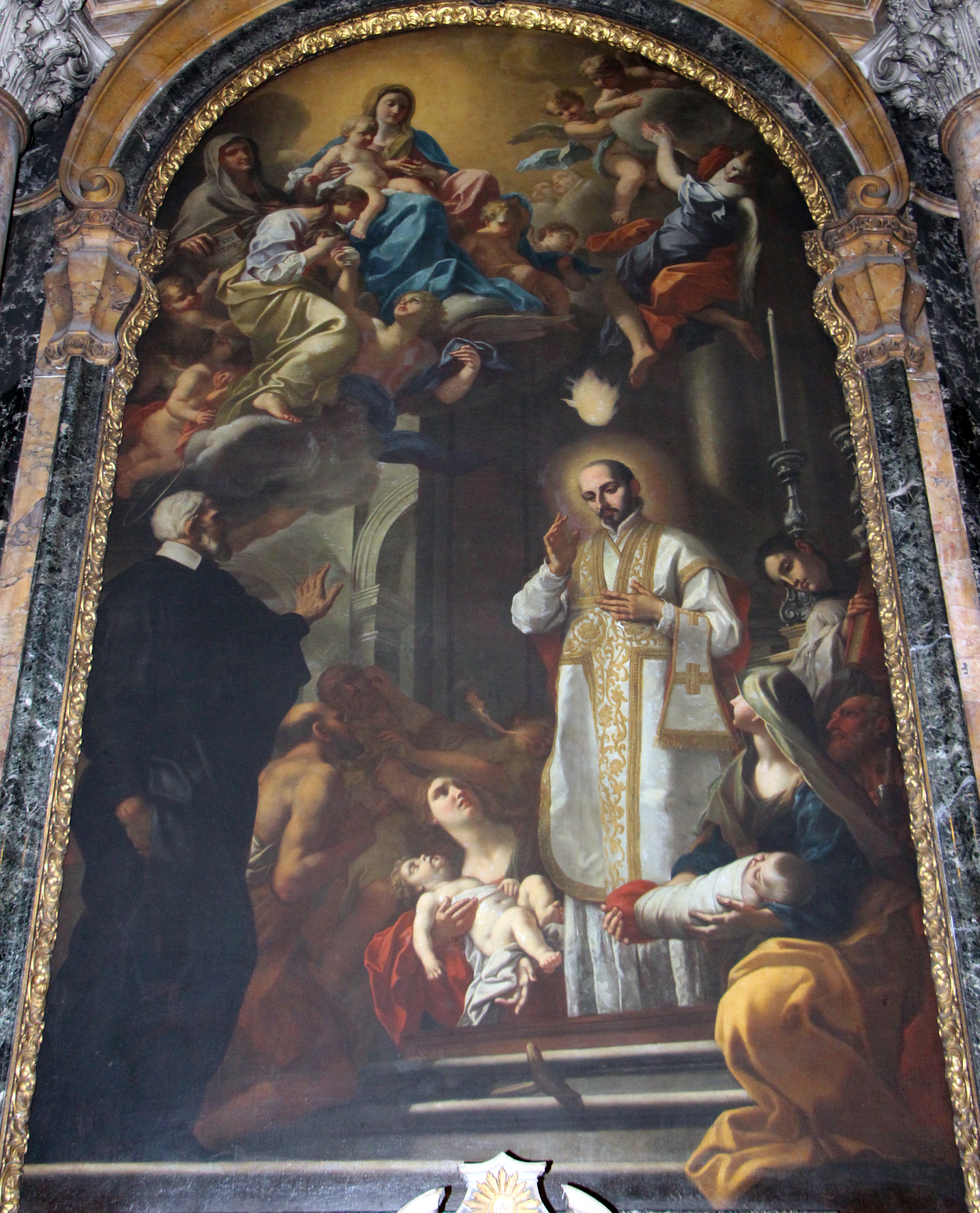
Sant'Ignazio di Loyola, Chiesa di San Giovannino, Firenze

Antonio Puglieschi (Firenze, 1660 – Firenze, 1732) è stato un pittore italiano del periodo tardo barocco.

## Vita e opere
Antonio Puglieschi nacque a Firenze nella seconda metà del Seicento, fu allievo di vari pittori, a Firenze con Pier Dandini e in seguito a Roma, allievo di Ciro Ferri.

## Opere a Firenze

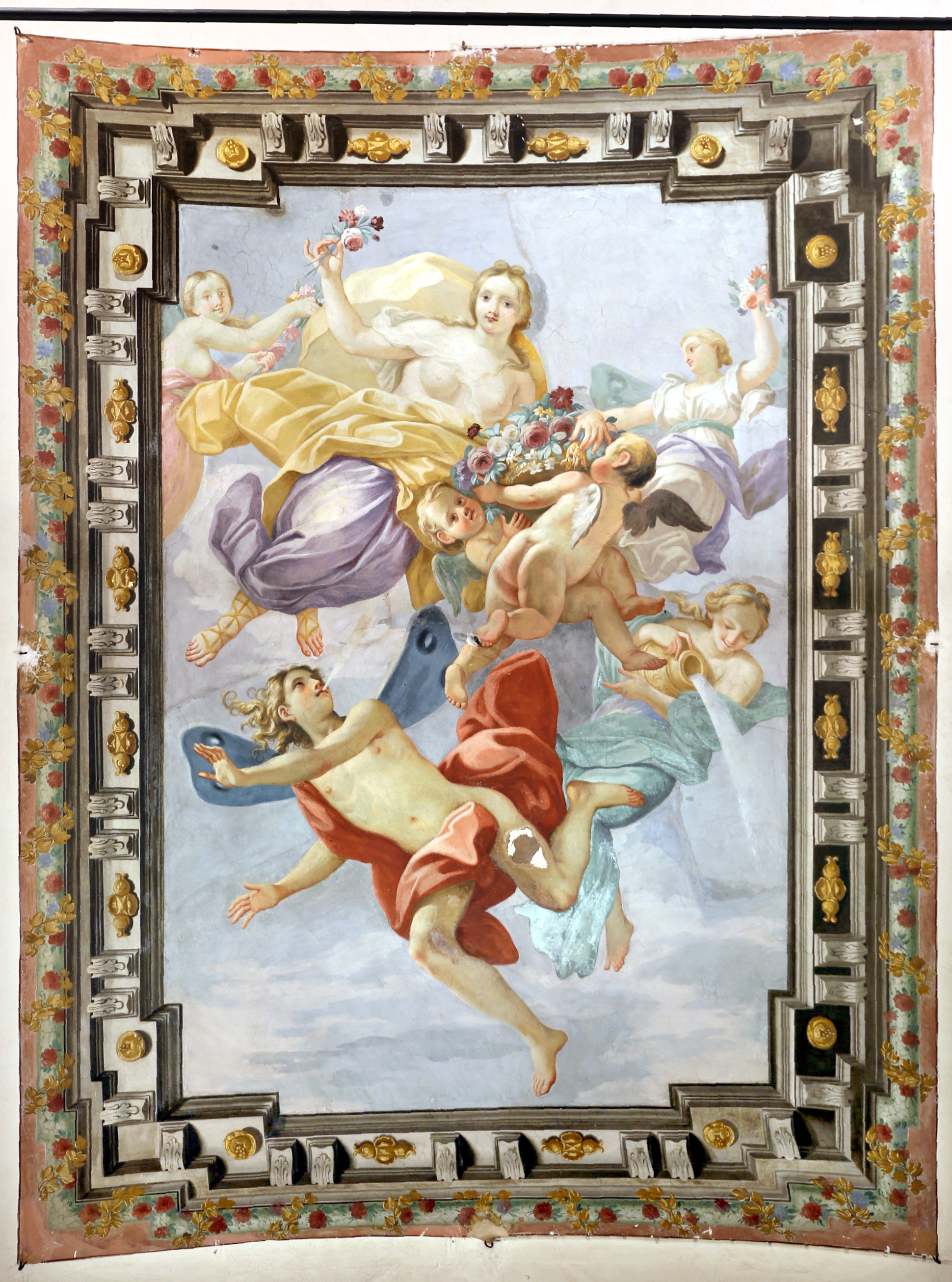
Allegoria della Primavera, 1709, palazzo Mondragone, Firenze

Nella fiorentina chiesa di San Giovannino degli Scolopi, dipinse una tela con Sant'Ignazio, per la cappella omonima. Nella chiesa del monastero di Santa Maria degli Angeli, affrescò la libreria. Nella chiesa dei Filippini, nel complesso di San Firenze una Natività con i santi Carlo e Francesco di Sales datata 1715.
Nella chiesa di San Frediano al Cestello è sua una tavola che si trova fra quelle di Matteo Bonechi, sotto la cupola di Giovanni Camillo Sagrestani.
In quello delle monache di San Domenico del Maglio affrescò il coro delle Monache, mentre in quella di San Jacopo Sopr'Arno dipinse un quadro di San Vincenzo Ferrer.
Altri suoi affreschi, insieme a quelli di Matteo Bonechi si trovano nella basilica della Santissima Annunziata, nella cappella del Capitolo. Mentre nella chiesa di Santa Verdiana ha partecipato alla decorazione a fresco a più mani con Giovanni Camillo Sagrestani, Ranieri del Pace, Giuseppe Moriani, Niccolò Lapi e Agostino Veracini. Decorò anche palazzi nobiliari, a Firenze, come  palazzo Capponi nel 1704, o palazzo Frescobaldi (qui la Pesca miracolosa e la Lavanda dei piedi).
Antonio Puglieschi si spostò nella città di Roma dove già c'era una numerosa colonia di toscani, in genere che frequentavano i palazzi medicei della capitale come ad esempio Tommaso Redi  e Anton Domenico Gabbiani alla scuola del Cortona, e poi del Ferri. Come ci dice l'Abate Lanzi nell'unica citazione del pittore nella sua Storia della Pittura d'Italia:
I primi tempi lavorò con il Dandini ricopiando i quadri del maestro, in seguito maturò uno stile proprio, la sua permanenza romana durò circa quattro anni.

## Opere in Toscana
Lavorò anche fuori Firenze, dipinse L'Annunciazione per il Monastero delle Agostiniane di San Giovanni Valdarno, datato 1685, quindi di fattura molto giovanile e dandinesca, viene considerata la sua prima opera in assoluto.  A Lucciano Quarrata sul Montalbano (monte), nella Chiesa di Santo Stefano, c'è una tela con il martirio del santo titolare della chiesa.
A Rignano sull'Arno nella Chiesa di Santa Maria Immacolata sono probabilmente attribuibili al Puglieschi la serie delle tele dell'Educazione della Vergine. Nell'Abbazia di Vallombrosa c'è sua una tela con  Gregorio VII impone la berretta cardinalizia a San Pietro Igneo.
Nella Chiesa dei Santi Filippo e Giacomo a Ferruccia, presso Quarrata, c'è una sua tela con la Crocifissione e santi e un Martirio di San Valentino nella Chiesa di Santa Maria Assunta a Bientina.
Sul Puglieschi Francesco Maria Niccolò Gabburri, scrisse la Vita nel suo tomo Vite dei Pittori.